# Владимир Булатович
Владимир Булатович (серб. Владимир Булатовић; нар. 25 липня 1981) — сербський футболіст, нападник.

## Життєпис
Розпочинав займатися футболом у клубі «Раднички». Потім грав за белградський «Железнік». 
У 2005 році перейшов в «Амур» з Благовещенська, який вийшов у Перший дивізіон. Дебютував за російський клуб 27 березня 2005 року в програному (0:2) виїзному поєдинку 1-о туру Першого дивізіону проти КАМАЗа. Булатович вийшов на поле на 46-й хвилині, замінивши Олексія Мартинова. Владімір зіграв 13 матчів та відзначився 1 голом («Петротресту»), за підсумками сезону «Амур» посів 19 місце з 22-х команд і вилетів у Другій дивізіон. 
Взимку 2006 року перейшов у київську «Оболонь», підписавши контракт на півтора року. Дебютував за столичну команду 18 березня 2006 року в переможному (2:1) виїзному поєдинку 19-о туру Першої ліги проти бориспільського «Борисфена». Булатович вийшов на поле в стартовому складі та відіграв увесь матч, на 64-й хвилині відзначився дебютним голом за нову команду та жовтою карткою. У складі «пивоварів» зіграв 36 матчів у Першій лізі та 1 поєдинок у кубку України. Разом з командою двічі став бронзовим призером Першої ліги України.
Навесні 2008 року підписав контракт з казахстанською «Астаною». У Прем'єр-лізі Казахстану дебютував 5 квітня 2008 року в нічийному (0:0) домашньому поєдинку 4-о туру проти талдикорганського «Жетису». Владімір вийшов на поле в стартовому складі, а на 46-й хвилині його замінив Володимир Свіжук. Єдиним голом у футболці столичного клубу відзначився 3 травня 2008 року на 16-й хвилині нічийного (1:1) виїзного поєдинку 8-о туру Прем'єр-ліги проти карагндинського «Шахтаря». Владімір вийшов на поле в стартовому складі, а на 74-й хвилині його замінив Олександр Сучков. У червні 2009 року побував на перегляді в азербайджанському «Сімурзі», але команді не підійшов. 
У липні 2009 року перейшов у клуб «Слога» з Кралєво. З 2011 по 2014 рік виступав за сербські клуби «Падинска Скела», «Вождовац», «Пазова», «Синджелич» (Белград) та «Шумадія».

## Досягнення
«Оболонь»
- Перша ліга України
  -  Бронзовий призер (2): 2005/06, 2006/07